# Brad Thorn

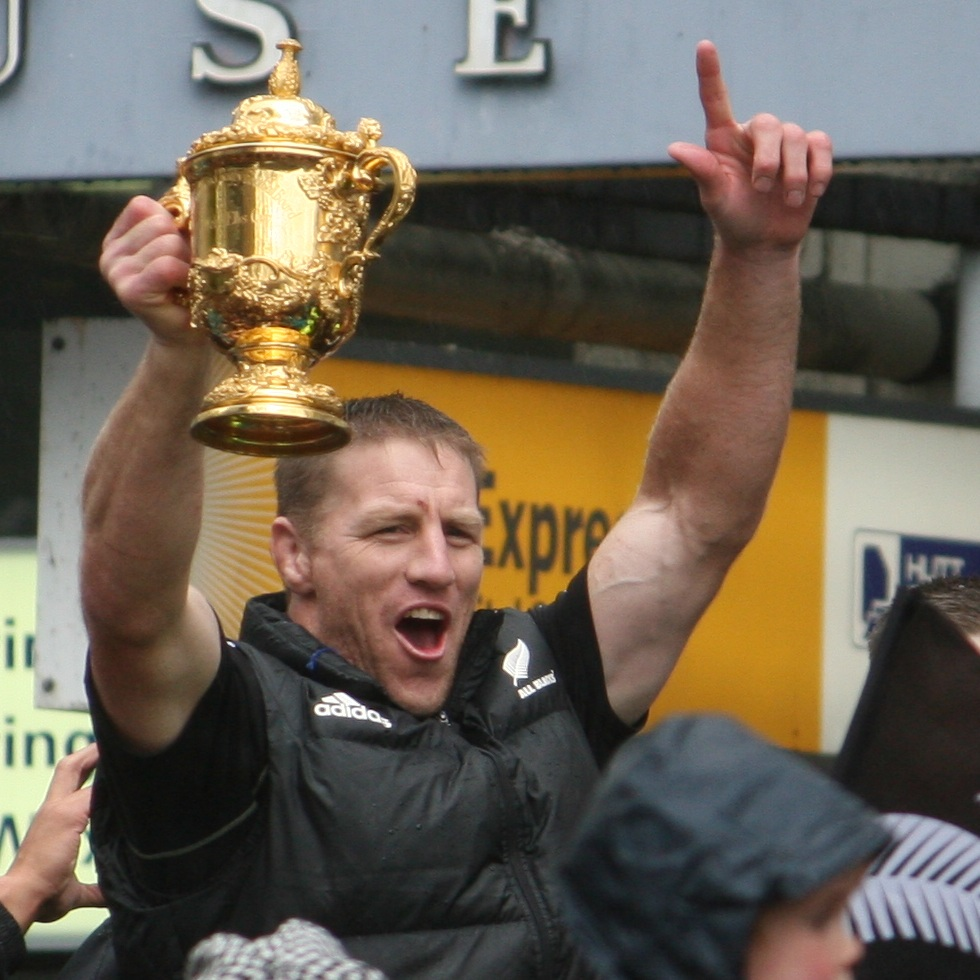
Thorn com a Taça Webb Ellis, após o título na Copa do Mundo de Rugby de 2011.

Bradley Carnegie Thorn (Mosgiel, 3 de fevereiro de 1975) é um jogador neozelandês de rugby que joga como segunda linha, considerando um brilhante na posição, com destaque para o domínio em laterais. Passou tanto pelo rugby union quanto pelo rugby league.
É reconhecido por ter defendido as seleções mais fortes em cada código de rugby: no league, a Austrália (Kangaroos), e, no union, sua Nova Zelândia natal. Apenas outro jogador conseguiu o mesmo, Bill Hardcastle. Ele é também um dos três jogadores que venceram os mais importantes torneios de clubes do mundo, o Super Rugby (hemisfério sul) e a Heineken Cup (hemisfério norte).
Thorn mudou-se com a família para a Austrália quando tinha 9 anos de idade, lá iniciando a carreira no rugby, inicialmente na modalidade league, a mais popular nacionalmente. Neste esporte, além da seleção australiana (pela qual estreou em 1997), defendeu o Brisbane Broncos e, no State of Origin (evento desportivo mais assistido no país ), a seleção de Queensland. Em 2001, trocou de código de rugby ao retornar à terra natal, assinando com o Crusaders. Estreou pela seleção neozelandesa dois anos depois, fazendo-se presente na Copa do Mundo de Rugby de 2003.
Ele chegou a retornar ao rugby league e ao Brisbane Broncos, entre 2005 e 2007, perdendo a Copa do Mundo deste ano. Em 2008, novamente no Crusaders, faturou o Super League, cujas finais perdera em 2003 e 2004, sendo uma das múltiplas estrelas daquele que é considerado o melhor time da história do torneio. Thorn foi titular na campanha neozelandesa campeã em casa na Copa do Mundo de Rugby de 2011; os All Blacks quebraram um jejum de 24 anos ao faturarem a taça.
No mundial de 2011, perto dos 37 anos de idade, Thorn tornou-se, contra a Argentina, o segundo jogador mais velho a marcar um try na história da competição. Seu gesto em estender a mão em solidariedade ao caído adversário Santiago Fernández, após a vitória, protagonizou a "foto do ano" eleita pela International Rugby Board. No ano seguinte, pela equipe irlandesa do Leinster, venceu a Heineken Cup, em clássico diante do Ulster.